# Miroslav (prénom)
Pour les articles homonymes, voir Miroslav.
Miroslav est un prénom masculin tchèque signifiant célébration de la paix.

## Prénom
- Miroslav (mort en 949), roi de Croatie
- Miroslav Antić (1932-1986), poète serbe
- Miroslav Barnyashev (né en 1985), catcheur bulgaro-américain
- Miroslav Baumruk (né en 1926), joueur tchécoslovaque de basket-ball
- Miroslav Bičanić (né en 1969), joueur croate de football
- Miroslav Beránek (né en 1957), joueur et entraîneur tchèque de football
- Miroslav Berić (né en 1973), joueur serbe de basket-ball
- Miroslav Blažević (né en 1935), entraîneur suisso-croate de football
- Miroslav Bulešić (1920-1947), prêtre catholique bienheureux croate
- Miroslav Celler (né en 1991), joueur slovaque de squash
- Miroslav Cerar (né en 1939), gymnaste yougoslave
- Miroslav Cikán (1896-1962), réalisateur et scénariste tchécoslovaque
- Miroslav Číž (né en 1954), homme politique slovaque
- Miroslav Dragan (né en 1970), scénariste belge de bandes dessinées
- Miroslav Đukić (né en 1966), joueur serbe de football
- Miroslav Ďurák (né en 1981), joueur slovaque de hockey sur glace
- Miroslav Đuričić (né en 1977), personnalité télévisuelle serbe
- Miroslav Dvořák
- Miroslav Filip (1928-2009), grand maître d'échecs tchèque
- Miroslav Filipović (1915-1946), oustachi et criminel de guerre croate
- Miroslav Forte (né en 1911), gymnaste slovène
- Miroslav Fryčer (1959-2021), joueur tchèque de hockey sur glace
- Miroslav Hájek (1919-1993), monteur tchèque
- Miroslav Haraus (né en 1986), skieur handisport slovaque
- Miroslav Havel (1881-1958), problémiste tchécoslovaque
- Miroslav Hlinka (né en 1972), joueur slovaque de hockey sur glace
- Miroslav Holeňák (né en 1976), joueur tchèque de football
- Miroslav Holub (1923-1998), poète et immunologue tchèque
- Miroslav Hrbek (né en 1965), joueur tchèque de hockey sur luge handisport
- Miroslav Hroch (né en 1932), historien et professeur tchèque
- Miroslav de Hum (XIIe siècle), grand-prince de Zachlumie
- Miroslav Hýll (né en 1973), joueur slovaque de football
- Miroslav Januš (né en 1972), tireur sportif tchèque
- Miroslav Justek (1948-1998), joueur polonais de football
- Miroslav Kadlec (né en 1964), joueur tchécoslovaque de football
- Miroslav Karásek, gymnaste artistique tchécoslovaque
- Miroslav Karhan (né en 1976), joueur slovaque de football
- Miroslav Klose (né en 1978), joueur allemand de football
- Miroslav Knapek (né en 1955), rameur tchèque
- Miroslav Klinger (1893-1979), gymnaste artistique tchécoslovaque
- Miroslav König (né en 1972), joueur slovaque de football
- Miroslav Kopal (né en 1963), skieur tchèque en combiné nordique
- Miroslav Kraljević (1885-1913), peintre et sculpteur austro-hongrois
- Miroslav Kristín (né en 1982), joueur slovaque de hockey sur glace
- Miroslav Krleža (1893-1981), écrivain croate de Yougoslavie
- Miroslav Lajčák (né en 1963), homme d'État et diplomate slovaque
- Miroslav Macek (né en 1944), homme politique tchèque
- Miroslav Maksimović (né en 1946), poète serbe
- Miroslav Marcinko (né en 1964), joueur slovaque de hockey sur glace
- Miroslav Markićević (né en 1958), homme politique serbe
- Miroslav Stefan Marusyn (1924-2009), archevêque catholique ukrainien
- Miroslav Matiaško (né en 1982), biathlète slovaque
- Miroslav Matušovič (né en 1980), joueur tchèque de football
- Miroslav Mišković (né en 1945), homme d'affaires serbe
- Miroslavs Mitrofanovs (né en 1966), homme politique letton
- Miroslav Momčilović (né en 1969), réalisateur et scénariste serbe
- Miroslav Mosnár (né en 1968), joueur slovaque de hockey sur glace
- Miroslav Naïdenov (né en 1968), homme politique bulgare
- Miroslav Nemecek (né en 1980), joueur tchèque de rugby
- Miroslav Ondříček (1934-2015), directeur de photographie tchèque
- Miroslav Pantić (1926-2011), historien serbe
- Miroslav Pavlović (1942-2004), joueur serbe de football
- Miroslav Pažák (né en 1976), joueur slovaque de hockey sur glace
- Miroslav Poche (né en 1978), homme politique tchèque
- Miroslav Polak, sauteur à ski tchèque
- Miroslav Poljak (1944-2015), joueur yougoslave de water-polo
- Miroslav Radačovský (né en 1953), homme politique slovaque
- Miroslav Radman (né en 1944), biologiste cellulaire franco-croate
- Miroslav Radošević (né en 1973), joueur yougoslave de basket-ball
- Miroslav Radovanović (1919-2008), médecin académicien serbe
- Miroslav Radović (né en 1984), joueur serbo-polonais de football
- Miroslav Raduljica (né en 1988), joueur serbe de basket-ball
- Miroslav Raičević (né en 1981), joueur serbo-grec de basket-ball
- Miroslav Řihošek (1919-1997), athlète tchèque en saut en longueur
- Miroslav Rutte (1889-1954), critique littéraire et poète tchécoslovaque
- Miroslav Rybář (1924-1970), ingénieur tchécoslovaque, concepteur de pistolets
- Miroslav Šašek (1916-1980), auteur et illustrateur tchécoslovaque
- Miroslav Šatan (né en 1974), joueur slovaque de hockey sur glace
- Miroslav Sekulic-Struja (né en 1976), artiste peintre croate
- Miroslav Šimek (né en 1959), céiste tchèque
- Miroslav Škeřík (1924-2013), joueur tchécoslovaque de basket-ball
- Miroslav Škoro (né en 1962), musicien croate
- Miroslav Slepička (né en 1981), joueur tchèque de football
- Miroslav Šmajda (né en 1988), chanteur slovaque
- Miroslav Stevanović (né en 1990), joueur bosnien de football
- Miroslav Stević (né en 1970), joueur serbe de football
- Miroslav Stoch (né en 1989), joueur slovaque de football
- Miroslav Sýkora (né en 1954), coureur cycliste tchécoslovaque
- Miroslav Tadić (né en 1959), guitariste classique serbe
- Miroslav Tichý (1926-2011), peintre et photographe tchèque
- Miroslav Todić (né en 1985), joueur bosnien de basket-ball
- Miroslav Toman (né en 1960), homme politique et entrepreneur tchèque
- Miroslav Tyrš (1832-1884), fondateur tchèque du mouvement Sokol
- Miroslav Verner (né en 1941), égyptologue tchèque
- Miroslav Josić Višnjić (né en 1946), poète et romancier serbe
- Miroslav Vitouš (né en 1947), bassiste et contrebassiste de jazz tchèque
- Miroslav Vodovnik (né en 1977), athlète slovène et lancer du poids
- Miroslav Vratil (né en 1920), joueur tchécoslovaque de football
- Miroslav Vujadinović (né en 1983), joueur monténégrin de football
- Miroslav Vulićević (né en 1985), joueur serbe de football
- Miroslav Vymazal (1952-2002), coureur cycliste tchécoslovaque
- Joseph Miroslav Weber (1854-1906), compositeur et violoniste tchèque
- Miroslav Zikmund (né en 1919), explorateur et écrivain tchèque

## Référence
1. ↑  (fr) La Signification du Prénom - Prénom Miroslav